# Нютън (окръг, Индиана)
Вижте пояснителната страница за други значения на Нютън.
Окръг Нютън (на английски: Newton County) е окръг в щата Индиана, Съединени американски щати. Площта му е 1046 km², а населението е 13 830 души (1 април 2020). Административен център е град Кентланд.